# Jean Du Castre d'Auvigny
Jean Du Castre d'Auvigny est un militaire et écrivain français né dans le Hainaut en 1712.
Il servit avec distinction dans les chevau-légers et fut tué lors de la bataille de Dettingen le 27 juin 1743.

## Biographie
Son nom véritable aurait été Aymé Jean Chabaille d'Auvigny. Il est probablement né à Maubeuge.
Un oncle s'occupe de son éducation, puis à la mort de celui-ci, il vient à Paris en 1728
Il a un frère, chanoine régulier de l'ordre des prémontrés. Il est destiné au métier des armes mais préféra la carrière des lettres.
Il déclara que dès l'âge de quatorze ans, il s'est appliqué « au genre historique».
Jean Du Castre d'Auvigny est l'auteur de plusieurs ouvrages dont beaucoup sont complètement oubliés.
Il entreprend son œuvre majeure, restée inachevée, Vies des hommes illustres de la France, suite de biographies, dans des conditions difficiles en 1740 : ouvrage commencé pour essayer de sortie de l'indigence qu'il aurait alors vécu, publié alors qu'il exerce la fonction de principal clerc chez Charles d'Hozier. Chez ce dernier, D'Auvigny récupère de nombreux documents. Il se brouille avec l'auteur de l'Armorial général de France, et entre au service du comte d'Argenson (Marc Pierre de Voyer de Paulmy d'Argenson). D'Hozier dira par la suite le plus grand mal de son collaborateur, il lui reproche des inexactitudes, voire des « filouteries », ce qui ne manque pas de sel lorsque l'on connait les reproches qui ont pu être faits à son travail. D'Auvigny va reconnaitre par la suite « avoir été forcé par la vanité des gens, à mentir à la face du présent et de l'avenir ».
D'Auvigny va très mal vivre les accusations portées contre lui, et la contrefaçon faite de son livre en Hollande. En 1742, il laisse sa femme épousée en 1737, sœur de l'acteur Préville et ses deux enfants, et s'engage dans les chevau-légers du roi. On a dit qu'il cherchait dans cet engagement le moyen de s'illustrer, ou encore qu'il escomptait en retirer des documents exploitables par la suite. Il va trouver la mort un an plus tard à Dettinghen, à l'âge de 31 ans.
Jean Du Castre d'Auvigny est le père probable de Louis d'Auvigny, danseur et maître de ballet, et d'un autre fils qui devint prêtre.
Selon la Biographie universelle de Louis-Gabriel Michaud, d'Auvigny avait une personnalité particulière qui l'amenait à alterner plaisir, études et projets bizarres ou hardis, et il s'était engagé dans les chevau-légers pour donner le récit de ses exploits.

## Œuvres
Il travaillait en commun avec l'abbé Desfontaines, qui l'encouragea à travailler ses qualités : l'esprit, le talent et l'application au travail
Il a été le principal rédacteur des premiers tomes de l'Abrégé de l'histoire de Paris, (1735), des pères Michel Félibien et Guy Alexis Lobineau, ouvrage pris en charge par l'abbé Desfontaines.
On lui attribue également parfois deux livres publiés sous le nom de l'abbé Desfontaines mais qui seraient de sa plume : Alsinoé (roman), Le triomphe de l'intérêt, comédie qui eut un certain succès.
La Biographie nationale de Belgique reconnait une certaine valeur à certains de ses travaux.
On a de lui : 
- Nouvelle histoire de France, (1730), sans nom d'auteur, publiée sous forme de questions-réponses; dans une seconde édition, a été ajouté un abrégé de l'histoire romaine; rééditée en 1749[1].
- La tragédie en prose ou la tragédie extravagante, (1730), avec couplets; comédie qui eut onze représentations[1].
- Aventures d'Aristée et de Télaste, (1731), roman.

- Mémoires de Madame de Barneveldt (1732, 2 vol. in 12 ); roman.
- Mémoires du comte de Comminville, (1735), roman historique.
- Anecdotes galantes et tragiques de la cour de Néron, (1735), roman historique.
- Amusements historiques, (1735), roman historique, 2 volumes, réédité 1757[5].
- Melku-Kina, ou Anecdotes secrètes et historiques, (1736).
- Vies des hommes illustres de la France depuis le commencent de la monarchie jusqu'à présent (continuées par l'abbé Gabriel-Louis Pérau et par Turpin), 1739-1757, 27 volumes in-12. Malgré les manques pouvant être reprochés à cet ouvrage et les aveux de D'Auvigny sur les inexactitudes transcrites, les contemporains ne portèrent pas un jugement trop négatif sur ce travail. Il y existe néanmoins des erreurs, des recherches visiblement incomplètes, l'absence d'indications des sources, et un style laissant parfois à désirer, allant du sentencieux à l'hyperbolique[1].

Le site Data.bnf.fr lui attribue encore d'autres ouvrages réédités pour certains au XIXe siècle :
- Histoire de Blaise de Montluc, 1882.
- Les Connétables de France, 1877.
- Lettres inédites de L.-P. d'Hozier et de J. Du Castre d'Auvigny, sur l'armorial et l'hôtel royal du dépost de la noblesse, 1869.
- Généalogie de la maison de Scepeaux, 1740.
- Observations critique sur le Temple du goust, seconde édition, 1733.
- Amusemens de la campagne.

Le même site fait de lui l'auteur présumé de :
- Les :Avantures: +Aventures+ du jeune comte de Lancastel, 1728[7].

Plusieurs livres de Jean Du Castre d'Auvigny ont fait l'objet de rééditions et peuvent être retrouvés sur des sites de vente en ligne, être visualisés en ligne ou sont disponibles en ligne,,,,,.